# SIG Neuhausen KE-7
SIG Neuhausen KE-7 — ручной пулемёт, производившийся в Швейцарии в начале XX века. Основным покупателем данного оружия был Китай, некоторое количество также поставлялось в страны Латинской Америки, однако в Швейцарии данный пулемёт на вооружение принят не был.